# رنو ویواکوئتر
ویواکوئتر خودرویی بود که توسط رنو و بین سال‌های 1932  و 1939 تولید شد.
نسخه G7 این مدل از آوریل ۱۹۳۳ به عنوان تاکسی پیشنهاد شد و تاکسی‌های ویواکوئتر تا پایان دهه ۱۹۵۰ فعالیت داشتند.

## بدون جایگزین مستقیم
هیچ جایگزین مستقیمی برای ویواکوئتر اعلام نشد، اما در سال ۱۹۵۰ رنو با مدل فرگیت بازگشت.